# Høysand
Høysand är en tätort i Sarpsborgs kommun i Østfold fylke i sydöstra Norge. Orten ligger vid sidan av Europaväg 6, söder om tätorten Skjeberg.
Tidigare har orten tillhört dåvarande Skjebergs kommun.